# Sulcicnephia syrdarjensis
Sulcicnephia syrdarjensis är en tvåvingeart som beskrevs av Rubtsov 1978. Sulcicnephia syrdarjensis ingår i släktet Sulcicnephia och familjen knott. Inga underarter finns listade i Catalogue of Life.